# Lac Ba Be
Le lac Ba Be est un lac d'eau douce à Bac Kan, au Vietnam. C'est le plus grand lac d'eau douce naturel du Vietnam. Le lac est situé dans le parc national de Ba Be, reconnu comme une zone touristique nationale du Vietnam.

## Nom
Le lac Ba Be a un nom local ( langue Tay ) « Slam Pé » - qui signifie trois lacs . Ce nom vient du fait que le lac est divisé en trois grands lacs reliés par des voies navigables étroites. Ces trois lacs ont tous leur propre nom : Pé Lầm, Pé Lù et Pé Lèng .

## Caractéristiques géographiques
L'ensemble de la zone du lac Ba Be est situé dans la commune de Nam Mau, district de Ba Be, province de Bac Kan. Le lac se trouve à 70 km de la ville de Bac Kan.
Le lac Ba Be est situé dans l'arc de la rivière Ga. Il est découpé par des montagnes de 1 400 m à 1 600 m de haut et entrecoupées de vallées. Le lac s'est formé il y a plus de 200 millions d'années. La formation du continent sud-est asiatique à la fin du cambrien a amené une étendue d'eau dans la chaîne de montagnes calcaire, créant ainsi le lac Ba Be.
La profondeur moyenne du lac est de 20 à 25 m pendant la saison des pluies, mais peut descendre jusqu'à environ 10 m pendant la saison sèche.
Le lac est alimenté par la rivière Cho Leng et la rivière Nam Cuong , qui se jettent dans la rivière Nang . Il y a deux petites îles émergeant au milieu du lac, l'île An Ma et l'île Ba Goa.

## Le lac Ba Be dans la culture
Pendant longtemps, le lac Ba Be a été un élément important de la vie du peuple Tay de la région. Cela se reflète dans les légendes et les festivals locaux.

### La légende du lac Ba Be
Autrefois, dans la région de Bac Kan, chaque année, les habitants du village de Nam Mau organisaient une grande cérémonie d'adoration du Bouddha, appelée cérémonie de Vo Gia. Des gens de toute la région  se sont rassemblés en grand nombre. Un jour, une vieille femme lépreuse est venue au village pour mendier de la nourriture. Ses vêtements étaient en lambeaux . La vieille dame avait une odeur nauséabonde, ce qui faisait que tout le monde restait à l'écart. Cette vieille lépreuse allait dans chaque maison pour mendier de la nourriture et ne cessait de dire qu'elle avait très faim, mais partout où elle allait, elle était chassée.
Cependant, il y a des gens qui savent ressentir de la compassion : une veuve vivait avec son fils. Non seulement cette veuve ne fut pas dégoûtée, mais elle invita aussi la vieille femme dans sa maison pour la nourrir correctement. Elle accepta alors de laisser la vieille mendiante dormir une nuit, dans le coin du grenier, sous son toit. À minuit, la mère et le fils se sont réveillés soudainement, entendant un grondement provenant du grenier. En ouvrant la porte du grenier, la lépreuse n'était pas là, mais un grand dragon se tordait et rugissait comme le tonnerre, sa tête reposant sur le lit et sa queue pendant jusqu'au sol. La mère et l'enfant sont rentrés à la maison terrifiés, agités, inquiets, incapables de dormir. Le matin, la vieille femme sortit du grenier et dit :
Je ne suis pas vraiment humain, je suis un dragon, juste déguisé en mendiant pour tester la charité des croyants hommes et femmes qui viennent au village de Nam Mau pour adorer Bouddha. Tout le monde m'a chassé sauf lui et sa mère. Ils sont tous hypocrites et n’échapperont pas au châtiment que les supérieurs m’ont confié, qui est un grand déluge. Je vous donne, à vous et à votre mère, ce paquet de cendres à disperser dans la maison pour éviter ce désastre. Ces deux boules de riz se transformeront en deux bateaux pour aider la mère et l'enfant.
Après avoir dit cela, la vieille femme disparut. La mère et son fils se sont immédiatement séparées pour le dire aux villageois, mais personne ne les a crus.
Le lendemain, alors que les gens se bousculaient pour assister à la cérémonie du Bouddha au milieu du village, soudain, l'eau s'est précipitée et a inondé une grande zone. La maison de la veuve et de son fils fut recouverte de cendres, de sorte que partout où l'eau montait, la terre montait plus haut. La veuve et son fils ne supportaient pas de voir les villageois mourir sous leurs yeux. Ils prirent donc immédiatement les deux boules de riz et les jetèrent à l'eau. Elles se changèrent aussitôt en deux bateaux pour les secourir.
Tout le village a été inondé et transformé en trois grands lacs que les gens appelaient le lac Ba Be. L'eau ne peut pas passer d'un lac à l'autre car de grands barrages de pierre bloquent le passage. Le lac Ba Be est vaste, avec une eau bleue claire comme du jade, se détachant parmi les montagnes majestueuses et les forêts des hauts plateaux du nord du Vietnam. Au milieu du lac se trouve une petite île, les habitants l'appellent Hon Ba Goa, et les survivants ont érigé un sanctuaire appelé An Ma (le lieu de repos des villageois).

### Festival
Les Tay vivant dans les villages le long des rives du lac Ba Be organisent tous le festival « <i id="mwSQ">Long Tong</i> » (qui signifie « aller aux champs » en langue Tay) du 9 au 11 janvier de chaque année. Le festival de Long Tong est considéré par la population locale comme le festival le plus important du début de la nouvelle année, étroitement lié à l'agriculture, organisé pour transmettre les souhaits des gens, prier pour un temps favorable, de bonnes récoltes et la prospérité.

## Valeur et statut

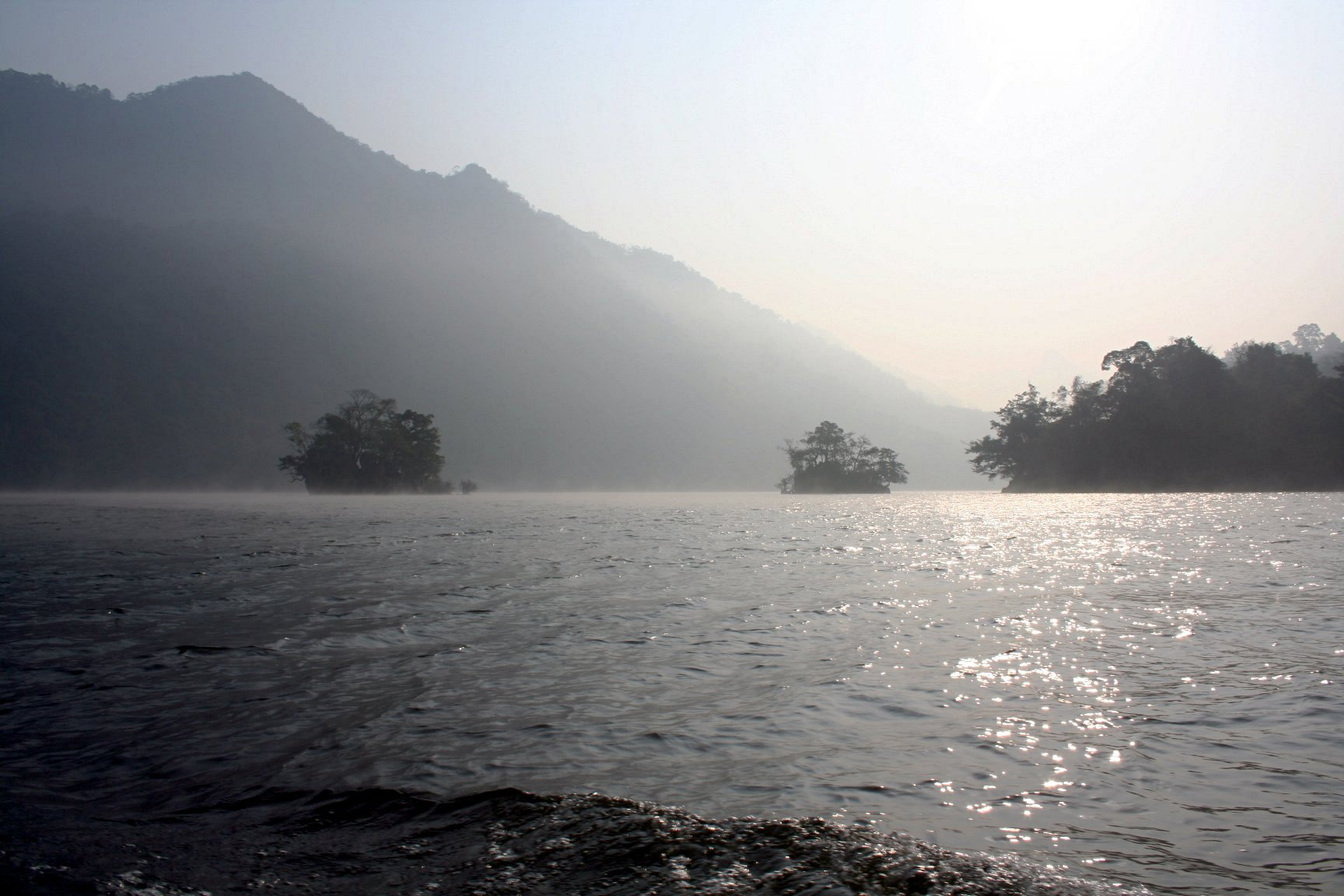
Lac Ba Be tôt le matin

La plus grande valeur du lac Ba Be est son paysage géologique unique, sa valeur géologique et géomorphologique exceptionnelle et son énorme valeur de biodiversité. En 1995, le lac Ba Be a été reconnu par la Conférence mondiale sur les lacs d'eau douce, qui s'est tenue aux États-Unis, comme l'un des 20 lacs d'eau douce spéciaux du monde nécessitant une protection . Fin 2004, le parc national de Ba Be a été reconnu comme parc du patrimoine de l'ASEAN. Le 27 septembre 2012, le Premier ministre a signé la « Décision n° 1419/QD-TTG » classant la zone panoramique du lac Ba Be comme monument national spécial .
Doté d'une flore et d'une faune riches, l'écosystème du lac Ba Be est désormais menacé par l'exploitation minière, en particulier les mines de fer dans le bassin du lac. Bien que le parc national de Ba Be place plus de 10 000 hectares sous sa protection, l'application de la loi fait toujours défaut, ce qui amène certains scientifiques à avertir que le lac est en train de « mourir ».

## Image

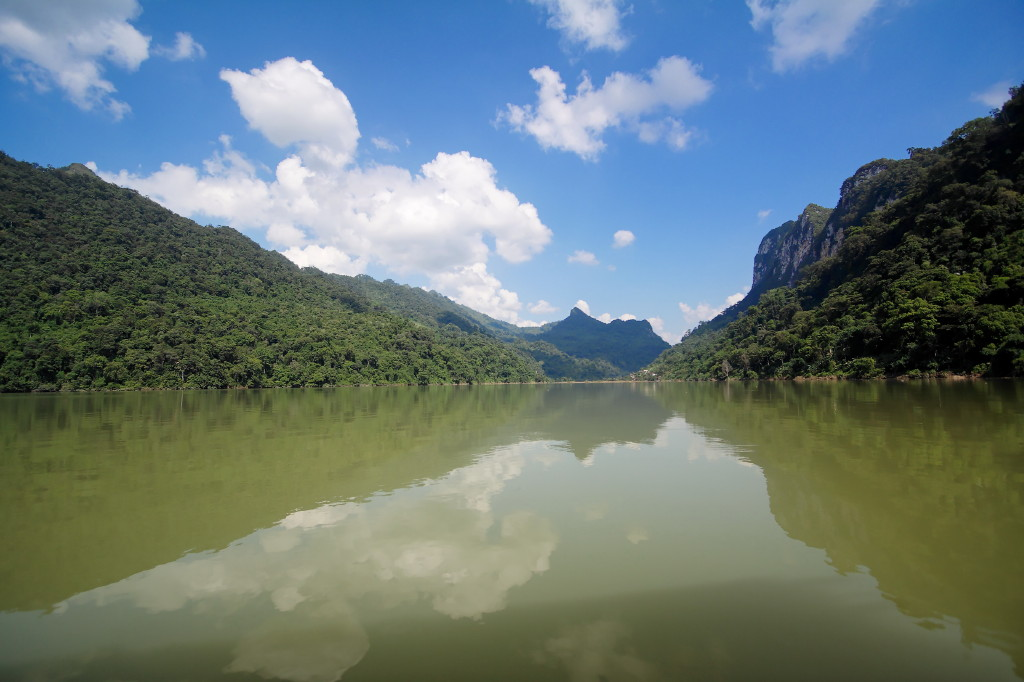
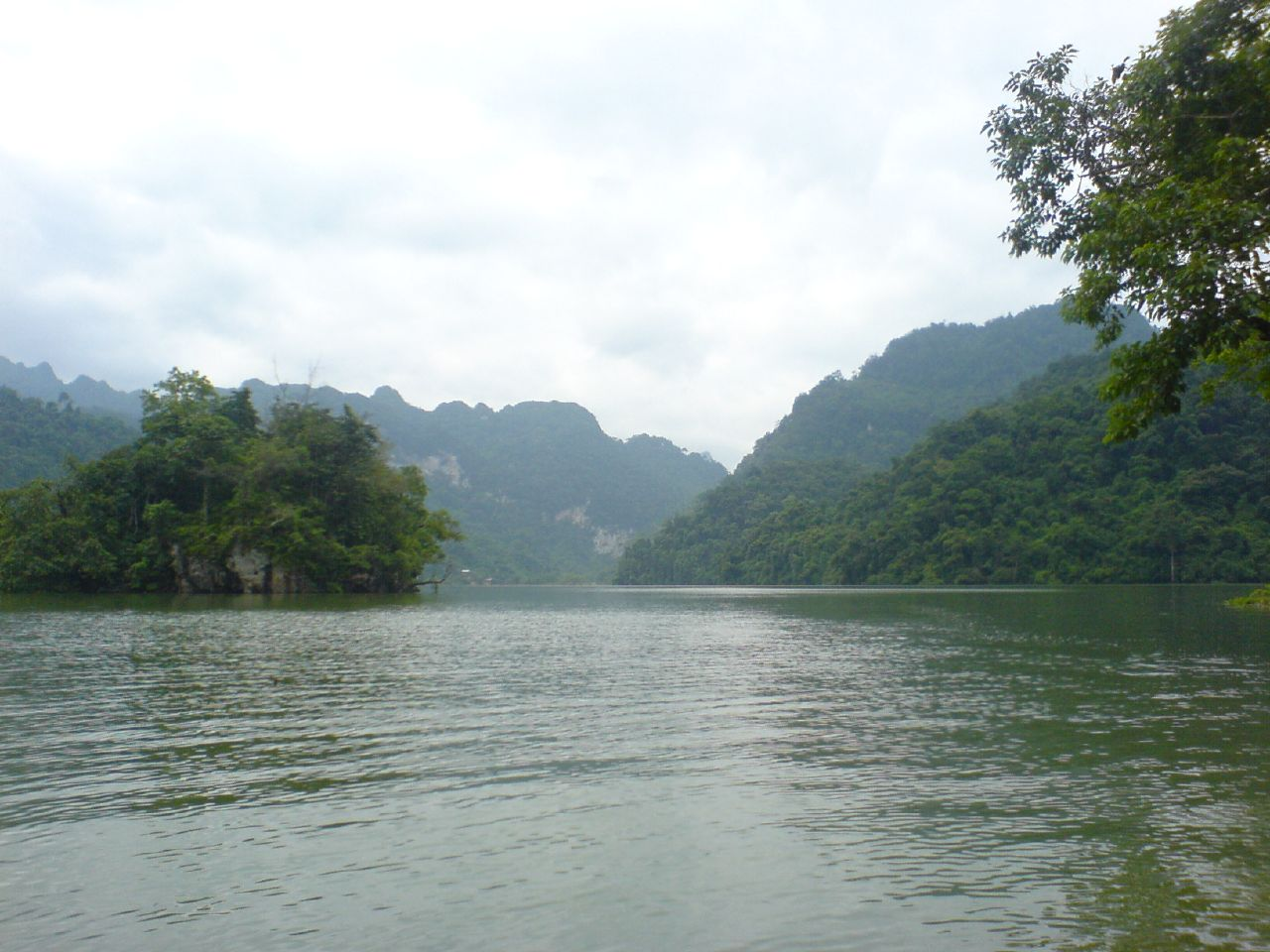
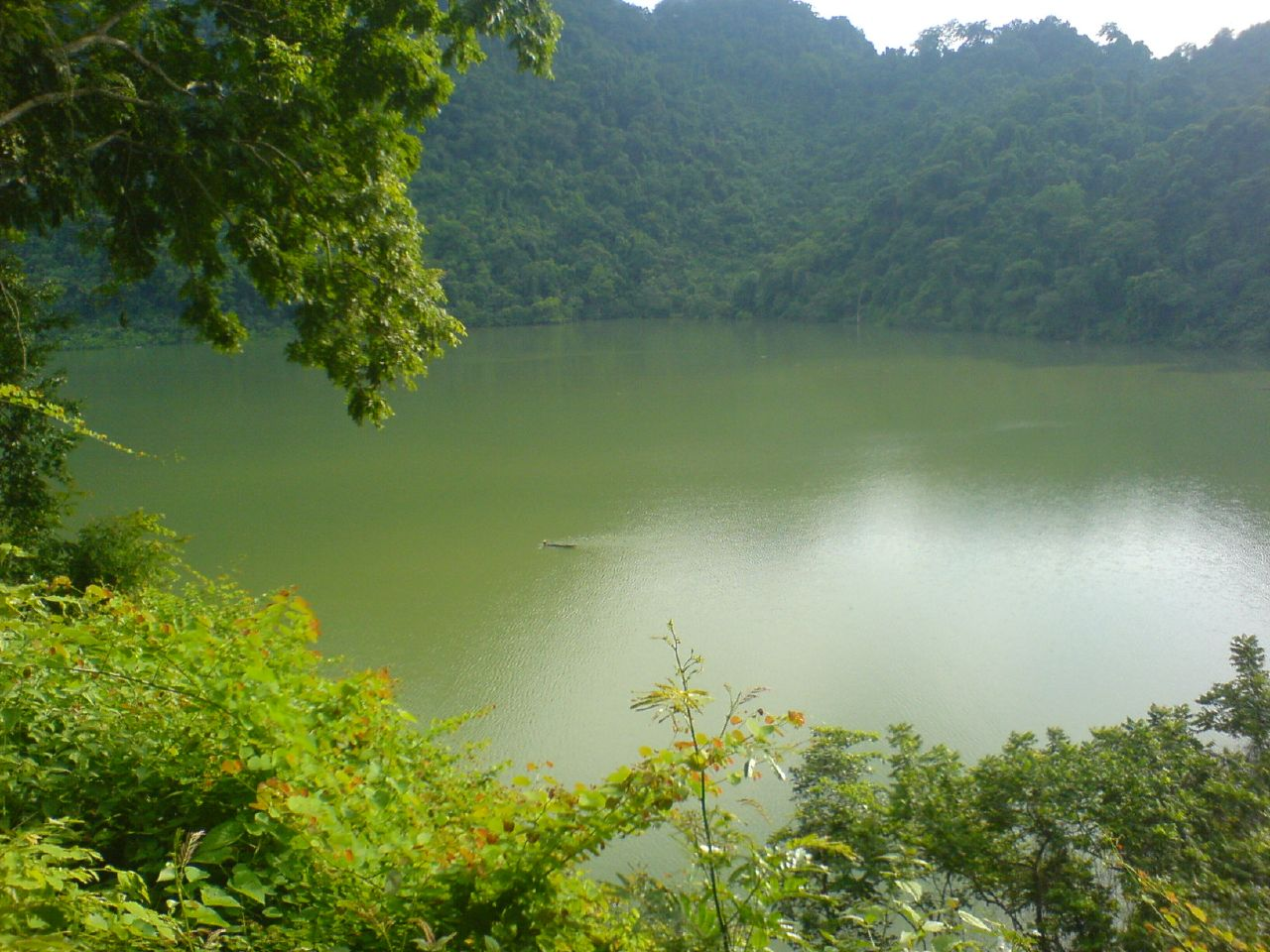
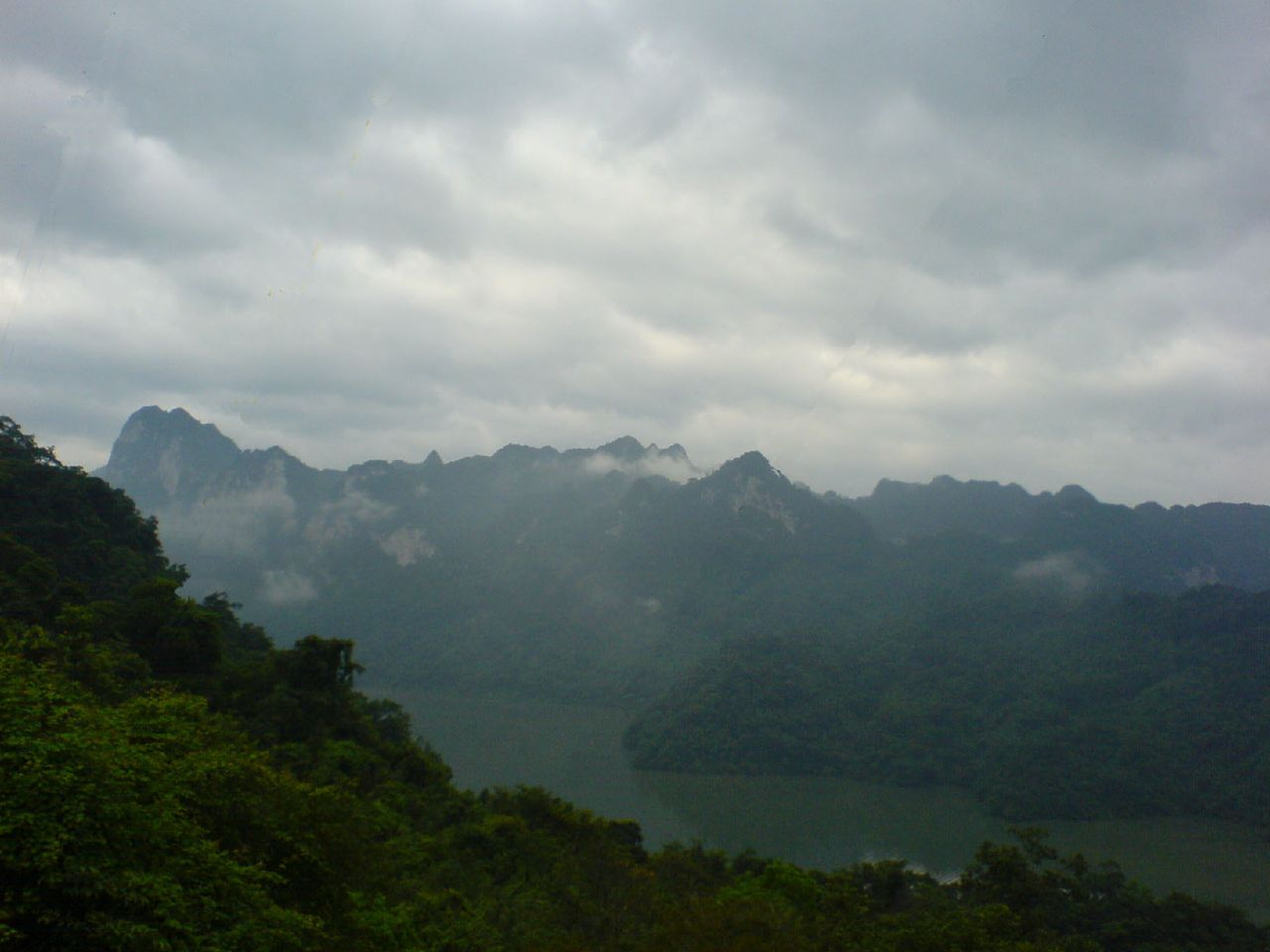
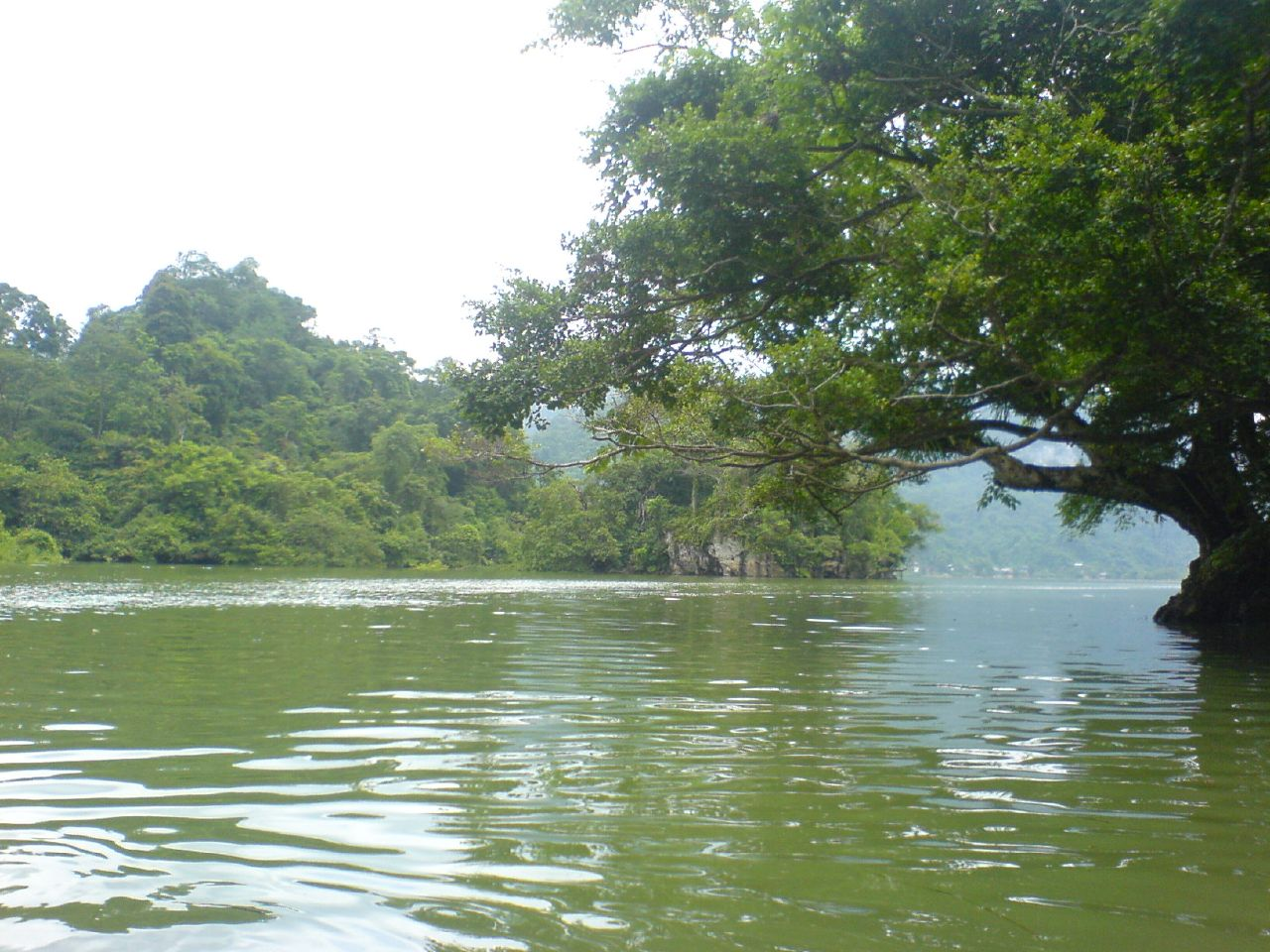